# 触発
| ウィキペディアには「触発」という見出しの百科事典記事はありません（タイトルに「触発」を含むページの一覧/「触発」で始まるページの一覧）。 代わりにウィクショナリーのページ「触発」が役に立つかもしれません。 |